# HMS Prince (1788)
Pour les autres navires du même nom, voir HMS Prince.
Le HMS Prince est un vaisseau de ligne de 2e rang de classe London armé de 98 canons en service dans la Royal Navy. Lancé le 4 juillet 1788 à Woolwich, il combat à la bataille de Trafalgar et est détruit en 1837.

## Service actif
Après la Bataille de Trafalgar, en 1805, il remorqua le navire espagnol Santisima Trinidad, mais celui-ci sombra lors d'une tempête, causant la mort de 300 marins.